# Telelever

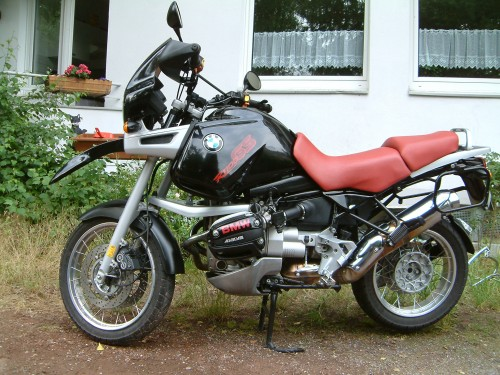
Telelever w motocyklu BMW R 1100 GS

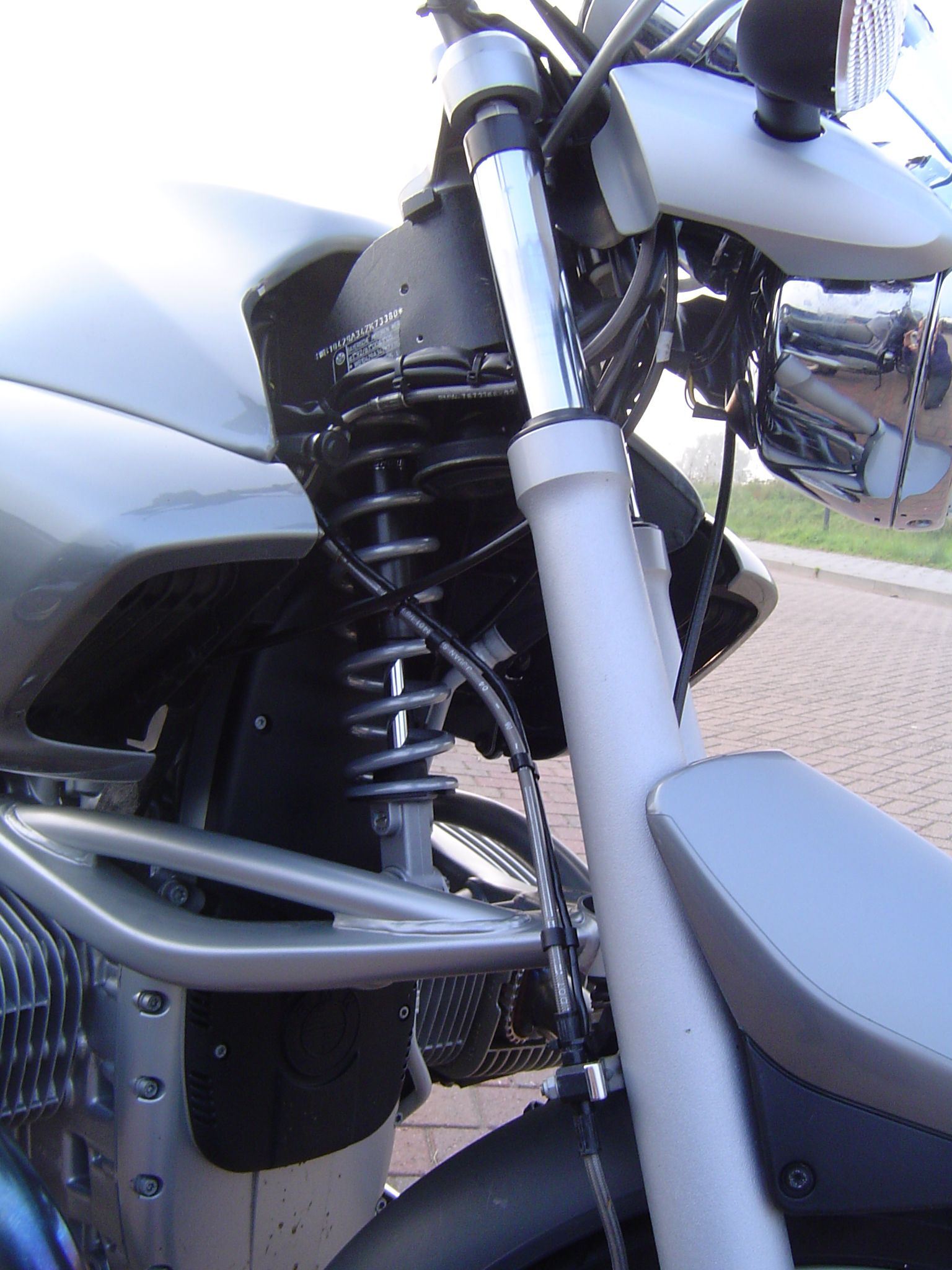
Telelever w motocyklu BMW R 1150 R

Telelever – rodzaj przedniego zawieszenia motocyklowego, będącego rozwinięciem systemu opatentowanego w 1982 przez Anglika Normana Hossacka.
Prawa patentowe do Telelevera posiada firma BMW, która stosuje je w swoich motocyklach.

## Konstrukcja
Telelever składa się ze specjalnego widelca teleskopowego, wahacza pchanego i elementu amortyzującego. Widelec jest wyłącznie elementem prowadzącym koło, nie zawiera sprężyn ani amortyzatora. Amortyzator zamocowany jest pomiędzy wahaczem a główką ramy motocykla. Ze względu na zmianę odległości i katów pomiędzy elementami zawieszenia w trakcie jego pracy dolna półka widelca zamocowana jest do wahacza przy pomocy złącza kulowego.

## Zalety
- wysoka stabilność dzięki nisko położonemu wahaczowi
- zmniejszone nurkowanie motocykla w trakcie hamowania
- zwiększenie stabilności przy hamowaniu

## Wady
- skomplikowana konstrukcja
- stosunkowo duża masa
- większy opór przy obrocie kierownicy
- w jeździe sportowej słaba informacja o zachowaniu przedniego koła